# 福島県立須賀川桐陽高等学校
福島県立須賀川桐陽高等学校（ふくしまけんりつ すかがわとうようこうとうがっこう）は、福島県須賀川市に所在する県立高等学校。

## 概要
旧校名は福島県立須賀川女子高等学校。旧校名時代の略称は「須女（すじょ）」であった。学制改革時に、旧制須賀川商業学校と統合され福島県立須賀川高等学校となった旧制須賀川高等女学校の系統が第一次ベビーブームに伴う高校増設を行った際に事実上分離し開校した学校である。1995年入学生から実施された男女共学化後は著しく4年制大学への進学率が向上した。

## 設置課程
- 全日制課程
  - 普通科
  - 数理科学科
    - 数理科学科とはあるが、実際には進学コースである。

## 沿革
- 1958年 - 福島県立須賀川女子高等学校設立期成同盟会が結成される。
- 1963年 - 福島県立須賀川女子高等学校を設立。設置学科は普通科のみ。福島県立須賀川高等学校より普通科在籍の女子生徒を移管したために開校初年度から3学年すべてが在籍していた。
- 1995年 - 福島県立須賀川桐陽高等学校に名称変更。同時に男女共学高校となる。数理科学科を設置した。
- 2005年 - 普通科募集定員40名減、普通科5クラス・数理科学科1クラスの設置となる。

## 制服
同校では、制服を何度か変更している。初めて制服が制定されたのは1963年5月10日。次に改訂されたのは1993年。また、1995年に共学化された際に、男子制服を制定している。
1993年版の女子の冬制服は、ゴールドラインの入った緑の襟の、白セーラー服に、緑のスカートとなっている。ジャケットはアイボリー。胸に大きなゴールドのリボンとなっている。袖や肩口には、シャーリングが施されている。また、式典用に、緑のハイソックスも付属されている。夏制服は、白のセーラー服、緑色のチェックスカート。セーラー服の襟も、スカートと同じチェック柄となっている。
この制服（1993年版）は、宮本由利子によってデザインされたものであり、プチセブンで実施されていた「全国制服グランプリ」の北海道、東北地方編で、例年のように上位ランキングを占めていた（1998年：2位、1999年-2001年：1位）。

## 著名な出身者
- 杉かおり - 元女優
- 飛河蘭 - 元宝塚歌劇団星組男役

## 交通
- JR東北本線・須賀川駅徒歩8分
- 福島交通桐陽高校前バス停（東北急行バス須賀川バス停でもある。）